# Òrsua
Òrsua va ser un cap hispà de la ciutat d'Ibis.
Era fill d'un rei de la ciutat i va succeir en el tron al seu germà. El seu cosí germà Corbis volia el govern de la ciutat i el va reptar a un combat singular, durant les celebracions que Escipió feia a Cartago Nova per commemorar la mort del seu pare i el seu oncle uns anys abans; el guanyador assoliria el poder. Escipió va intentar mitjançar sense èxit i finalment els dos es van enfrontar i encara que Òrsua era més jove i tenia millor dret, el combat el va guanyar Corbis, que estava més experimentat (206 aC), segons Titus Livi i Valeri Màxim.